# Mohamed Brahmi
Pour les articles homonymes, voir Brahmi (homonymie).
Mohamed Brahmi (arabe : محمد البراهمي), né le 15 mai 1955 à Sidi Bouzid et mort assassiné le 25 juillet 2013 à l'Ariana, est un homme politique tunisien.

## Biographie

### Études
Mohamed Brahmi effectue ses études primaires aux écoles du 2-Mars et d’Erramlia. Il étudie ensuite à Meknassy et au lycée secondaire de la Cité des jeunes, situé à Gafsa, avant d'obtenir son baccalauréat au lycée technique de Bizerte. Il obtient une maîtrise en comptabilité à l’Institut supérieur de gestion en 1982, puis enseigne l'économie et la gestion au lycée technique de Menzel Bourguiba durant deux ans.

### Carrière professionnelle et politique
Ensuite, il travaille huit mois à l’Office des zones irriguées, huit ans à l’Agence foncière d’habitation (1985-1993), comme consultant de l’Agence de coopération technique en Arabie saoudite, où il est auditeur à partir de 1994, et enfin comme gestionnaire général au sein de l’Agence foncière d’habitation, à partir de 2004.
Actif sur le plan politique, il est arrêté deux fois, en 1981 et 1986, mais un non-lieu est prononcé à chaque fois. Membre du Mouvement des étudiants arabes progressistes et unionistes jusqu'en 2005, il crée le Mouvement unioniste nassériste, interdit par les autorités et actif dans la clandestinité,.

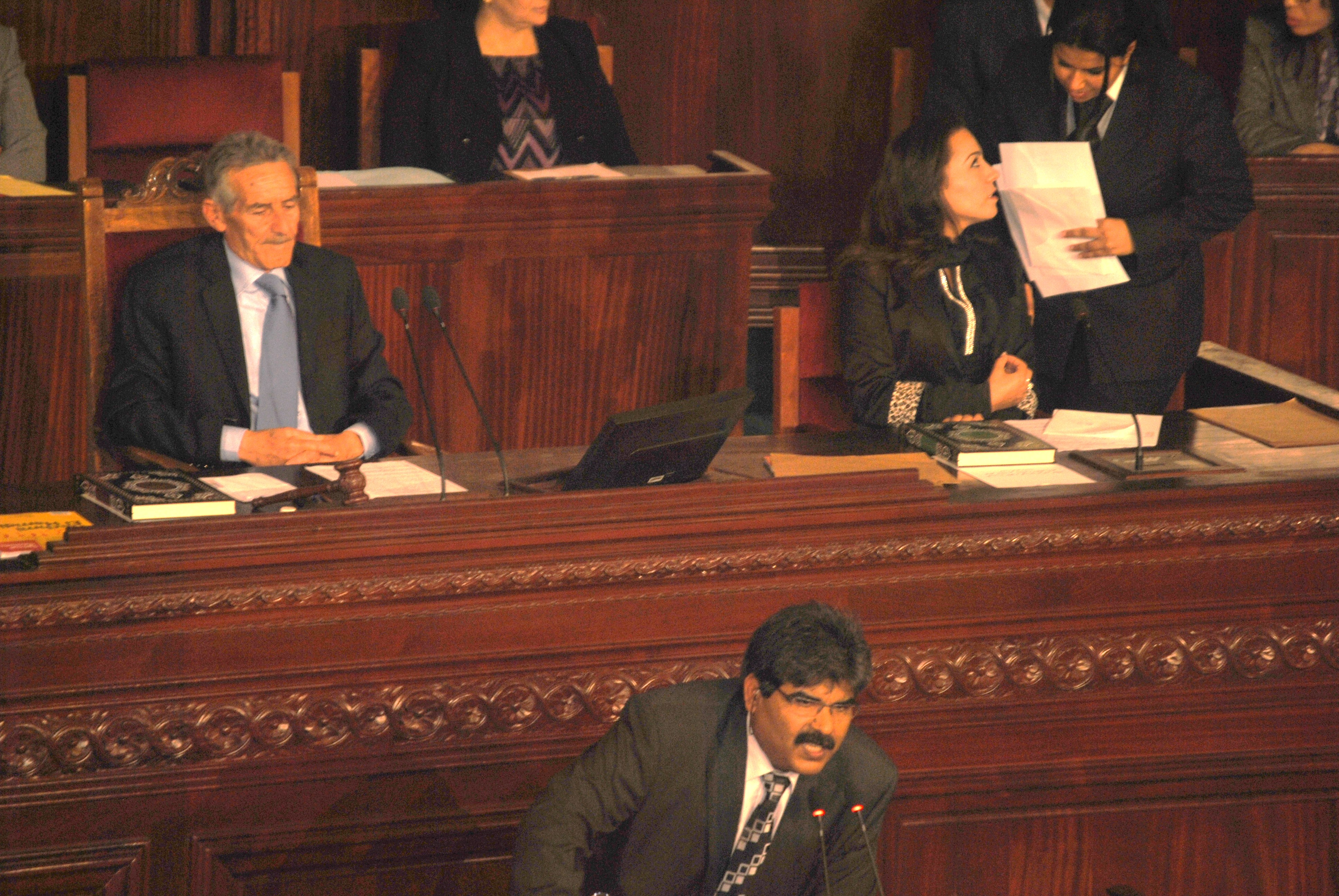
Mohamed Brahmi défendant sa candidature à la présidence de l’assemblée constituante le 22 novembre 2011.

Après la révolution de 2011, il est élu député à l'assemblée constituante comme représentant du gouvernorat de Sidi Bouzid. Lors de la première séance de l'assemblée, il se présente pour le poste de président de cette assemblée mais se retire ensuite. Tout au long de son mandat, il critique ouvertement le gouvernement dirigé par les islamistes d'Ennahdha.
Dans le même temps, il participe à la fondation du Mouvement du peuple, qui unifie les nationalistes de gauche nasséristes, et décide de faire adhérer ce parti au Front populaire. Il en démissionne le 7 juillet 2013 et annonce la création du Courant populaire ; il déclare alors que sa décision fait suite à un différend interne sur la relation entre le parti et Ennahdha.

### Assassinat
Mohamed Brahmi est assassiné le 25 juillet 2013 par deux hommes, devant son domicile de la cité El Ghazala à l'Ariana, alors qu'il descend de sa voiture et ce sous les yeux de sa famille, ; il meurt sur place malgré l'intervention de ses voisins. La radio Mosaïque FM précise que le meurtre a eu lieu à son domicile. Le corps est ensuite transporté à l'hôpital Mahmoud-El Materi puis vers l'hôpital Charles-Nicolle pour une autopsie. D'après un témoignage de sa fille, transmis par Mosaïque FM, les tueurs seraient deux personnes circulant sur une moto de type Vespa.

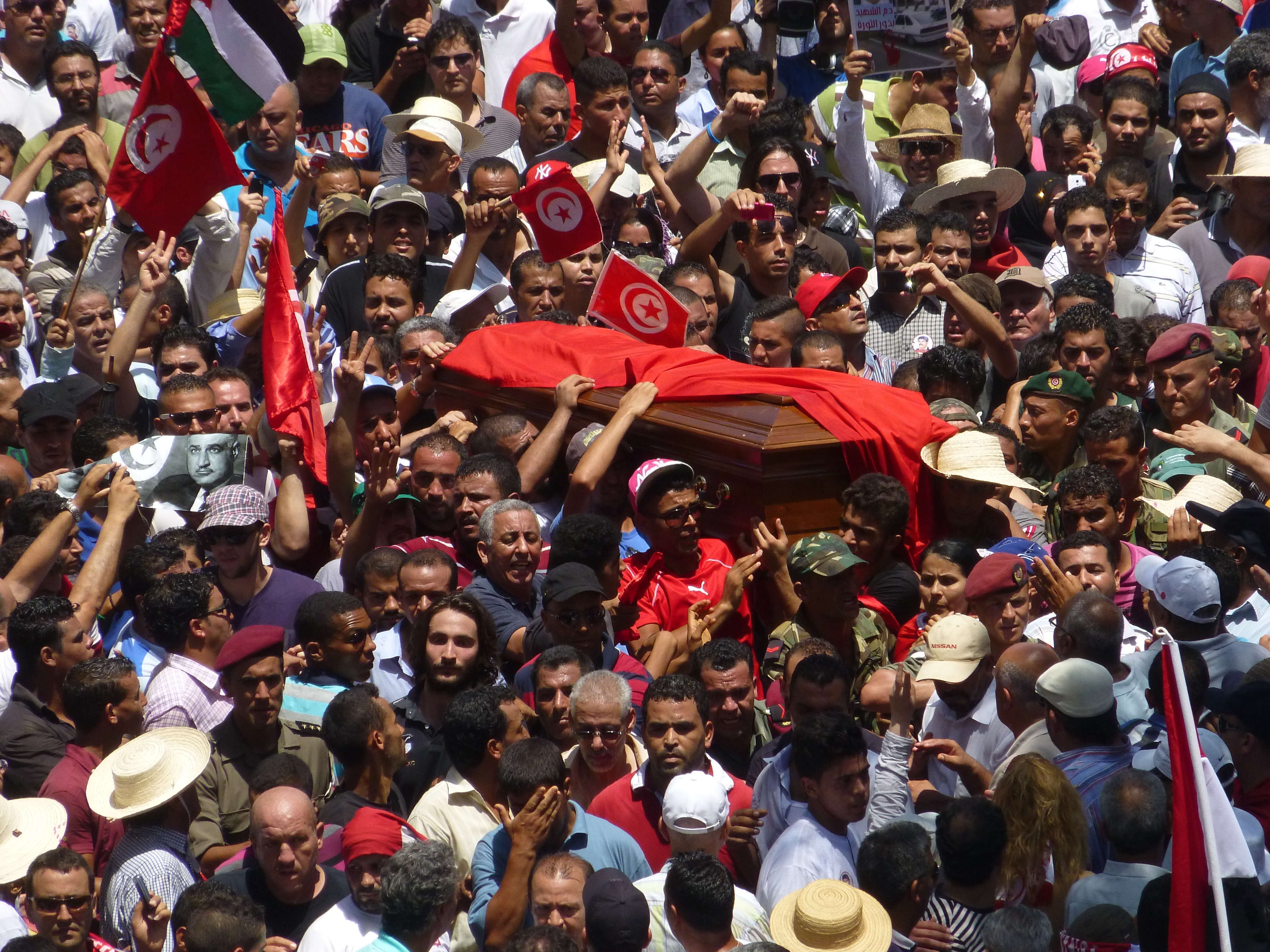
Enterrement de Mohamed Brahmi au cimetière du Djellaz.

Consécutivement à l'assassinat, des manifestations ont lieu à Tunis et Sidi Bouzid, où est né Mohamed Brahmi et d'où est partie la révolution de 2011 après le suicide de Mohamed Bouazizi. L'Union générale tunisienne du travail annonce une grève générale pour le lendemain, la troisième de son histoire, « contre le terrorisme, la violence et les meurtres ». Le 26 juillet, des centaines de manifestants demandent le départ du gouvernement ; il en est de même du parti L'Initiative, qui annonce également le retrait de ses représentants à l'assemblée constituante.
L'assassinat fait par ailleurs l'objet de plusieurs réactions internationales. Il est condamné par Navi Pillay, Haut-Commissaire des Nations unies aux droits de l'homme, qui souligne la similitude avec la mort de Chokri Belaïd, dont « les circonstances de la mort n'ont pas été clairement établies ». Martin Schulz, président du Parlement européen, demande que ce meurtre ne reste pas impuni, suivi par la Suisse, la France et l'Allemagne,,.
Le 27 juillet, Mohamed Brahmi est enterré dans le carré des martyrs du cimetière du Djellaz, près de la tombe de Chokri Belaïd, en présence de dizaines de milliers de personnes.
Dans une vidéo rendue publique le 18 décembre 2014, l'assassinat de Mohamed Brahmi, ainsi que celui de Chokri Belaïd, est revendiqué par Boubaker El Hakim, dit Abou Mouqatel, un djihadiste franco-tunisien décédé en 2016. Boubaker El Hakim revendique personnellement son meurtre dans un entretien à la revue djihadiste Dabiq de mars 2015 : « Je l’ai tué en tirant dix balles ». Dans la vidéo, où il apparaît avec trois autres hommes, celui-ci déclare : « Nous vous avons affrontés en Tunisie et nous avons vu en vous la lâcheté, dans le mont Châambi et dans d'autres montagnes. Oui, tawaghit [tyrans] c'est nous qui avons assassiné Chokri Belaïd et Brahmi et si Dieu le veut nous reviendrons et nous assassinerons plusieurs d'entre vous. Vous n'allez pas vivre tranquillement tant que la Tunisie n'applique pas la loi islamique ». Il appelle également les Tunisiens à prêter allégeance à l'État islamique,,.

### Hommages
Une place à son nom est inaugurée le 6 septembre 2013 à la cité El Ghazala, en présence de membres de sa famille, de figures de la société civile et de Jean-Luc Mélenchon. En octobre 2016, un parc portant son nom est inauguré à la faculté des lettres, des arts et des humanités de La Manouba (ar). Le 25 juillet 2017, le président Béji Caïd Essebsi inaugure la place Mohamed-Brahmi au centre de Tunis. Il est également décoré à titre posthume des insignes de grand officier de l'ordre de la République tunisienne.

### Vie privée
Mohamed Brahmi est marié avec Mbarka Aouania et père d'un garçon et de quatre filles.